# 參與式預算
參與式預算 （英語：Participatory budgeting），是由公民決定政府預算如何分配使用的審議式民主決策過程。參與式預算使公民能夠確認、討論公共支出項目，並對其進行優先排序，可以說這個決策模式賦予了民眾直接決定政府開支的權力。

## 外部連結
- 臺北市政府公民提案參與式預算資訊平台 （页面存档备份，存于）
- 新北市參與式預算 （页面存档备份，存于）
- 桃園市參與式預算網 （页面存档备份，存于）
- 參與式預算-公共政策網路參與平臺